# NGC 2363
NGC 2363 is stervormingsgebied in het onregelmatige sterrenstelsel NGC 2366 in het sterrenbeeld Giraffe. Het hemelobject werd op 9 maart 1874 ontdekt door de Britse astronoom Ralph Copeland.

## Synoniemen
- UGC 3847
- MCG 12-7-39
- KCPG 133A
- PGC 93088